# Новый Двор (Волынская область)
Но́вый Двор (укр. Нови́й Двір) — село в Турийской поселковой общине Ковельского района Волынской области Украины.
До 2020 года входило в Турийский район.
Код КОАТУУ — 0725583401. Население по переписи 2001 года составляет 469 человек. Почтовый индекс — 44861. Телефонный код — 3363. Занимает площадь 1,895 км².